# Championnat de Suisse de football 1903-1904
Navigation
Édition précédente Édition suivante
La 7e édition du championnat de Suisse de football est remportée par le FC Saint-Gall.
Le BSC Old Boys termine deuxième. Le Servette FC complète le podium.
Le championnat est divisé en trois groupes régionaux. Les premiers de chaque groupe sont qualifiés pour la phase finale décidant du champion. 

## Les clubs de l'édition 1903-1904
| Club                      | Ville             |
| ------------------------- | ----------------- |
| American Wanderers Zurich | Zurich            |
| Blue Stars Saint-Gall     | Saint-Gall        |
| BSC Old Boys              | Bâle              |
| BSC Young Boys            | Berne             |
| FC Bâle                   | Bâle              |
| FC Berne                  | Berne             |
| FC La Chaux-de-Fonds      | La Chaux-de-Fonds |
| FC Neuchâtel              | Neuchâtel         |
| FC Saint-Gall             | Saint-Gall        |
| FC Zurich                 | Zurich            |
| Floria Biel-Bienne        | Bienne            |
| Fortuna Bâle              | Bâle              |
| Grasshopper-Club Zurich   | Zurich            |
| Montriond Lausanne        | Lausanne          |
| Servette FC               | Genève            |

## Compétition

### Classements
Le classement est établi sur le barème de points classique (victoire à 2 points, match nul à 1, défaite à 0).

#### Groupe Ouest
| Rang | Équipe               | Pts | J | G | N | P | Bp | Bc | Diff |
| ---- | -------------------- | --- | - | - | - | - | -- | -- | ---- |
| 1    | Servette FC          | 11  | 6 | 5 | 1 | 0 | 12 | 0  | +12  |
| 2    | Montriond Lausanne   | 6   | 6 | 2 | 2 | 2 | 20 | 9  | +11  |
| -    | FC Neuchâtel         | 4   | 6 | 2 | 0 | 4 | 6  | 23 | -17  |
| 4    | FC La Chaux-de-Fonds | 3   | 6 | 1 | 1 | 4 | 9  | 15 | -6   |

|  | Qualification pour la phase finale |

#### Groupe Centre
| Rang | Équipe             | Pts | J  | G | N | P  | Bp | Bc | Diff |
| ---- | ------------------ | --- | -- | - | - | -- | -- | -- | ---- |
| 1    | BSC Old Boys       | 17  | 10 | 8 | 1 | 1  | 41 | 11 | +30  |
| -    | BSC Young Boys     | 17  | 10 | 8 | 1 | 1  | 37 | 14 | +23  |
| 3    | FC Bâle            | 12  | 10 | 5 | 2 | 3  | 28 | 25 | +3   |
| 4    | FC Berne           | 9   | 10 | 3 | 3 | 4  | 19 | 20 | -1   |
| 5    | Floria Biel-Bienne | 5   | 10 | 2 | 1 | 7  | 11 | 38 | -27  |
| 6    | Fortuna Bâle       | 0   | 10 | 0 | 0 | 10 | 4  | 32 | -28  |

|  | Barrages de phase finale |

Barrage de phase finale
Le barrage oppose les deux coleaders du classement que sont le BSC Old Boys et le BSC Young Boys pour une place en phase finale. 
| Équipe 1     | Résultat | Équipe 2       |
| ------------ | -------- | -------------- |
| BSC Old Boys | 3 - 2    | BSC Young Boys |

#### Groupe Est
| Rang | Équipe                    | Pts | J | G | N | P | Bp | Bc | Diff |
| ---- | ------------------------- | --- | - | - | - | - | -- | -- | ---- |
| 1    | FC Saint-Gall             | 14  | 8 | 7 | 0 | 1 | 28 | 6  | +22  |
| 2    | Grasshopper-Club Zurich   | 12  | 8 | 6 | 0 | 2 | 25 | 15 | +10  |
| 3    | FC Zurich                 | 8   | 8 | 4 | 0 | 4 | 19 | 10 | +9   |
| 4    | Blue Stars Saint-Gall     | 4   | 8 | 2 | 0 | 6 | 18 | 28 | -10  |
| 5    | American Wanderers Zurich | 2   | 8 | 1 | 0 | 7 | 2  | 33 | -31  |

|  | Qualification pour la phase finale |

#### Phase finale
Matchs
| Équipe 1      | Résultat | Équipe 2     | Date          | Lieu   |
| ------------- | -------- | ------------ | ------------- | ------ |
| FC Saint-Gall | 1 - 1    | Servette FC  | 27 mars 1904  | Berne  |
| FC Saint-Gall | 1 - 0    | BSC Old Boys | 10 avril 1904 | Zurich |
| BSC Old Boys  | 2 - 0    | Servette FC  | 17 avril 1904 | Berne  |

Classement
| Rang | Équipe        | Pts | J | G | N | P | Bp | Bc | Diff |
| ---- | ------------- | --- | - | - | - | - | -- | -- | ---- |
| 1    | FC Saint-Gall | 3   | 2 | 1 | 1 | 0 | 2  | 1  | +1   |
| 2    | BSC Old Boys  | 2   | 2 | 1 | 0 | 1 | 2  | 1  | +1   |
| 3    | Servette FC   | 0   | 2 | 0 | 1 | 1 | 1  | 3  | -2   |

|  | Champion de Suisse |

## Bilan de la saison
| Tableau d'Honneur                 |               |
| Compétition                       | Vainqueur     |
| Championnat de Suisse de football | FC Saint-Gall |